# كيني كيلي
كيني كيلي (بالإنجليزية: Kenny Kelly)‏ هو لاعب كرة قدم أمريكية أمريكي، ولد في 26 يناير 1979 في بلانت سيتي في الولايات المتحدة.

## وصلات خارجية
- كيني كيلي على موقعبيزبول رفرنس.كوم (الدوري الرئيسي) (الإنجليزية)
- كيني كيلي على موقعبيزبول رفرنس.كوم (الدوري الثانوي) (الإنجليزية)